# Richard Greatrex
Richard Greatrex ist ein britischer Kameramann und Fotograf.

## Leben
Aufgewachsen ist Richard Greatrex im Süden von Wales. Er besuchte die National Film and Television School und schloss sie 1980 ab. Ab Mitte der 1980er Jahre war er als Kameramann tätig, sowohl für Kino- wie Fernsehproduktionen. Greatrex ist auch als Fotograf aktiv.
Im Jahre 1999 war er für seine Arbeit an Shakespeare in Love für den Oscar sowie BAFTA-Award in der Kategorie Beste Kamera nominiert. Im Jahr 1998 wurde er mit einem BAFTA TV Award ausgezeichnet.

## Filmografie (Auswahl)
- 1995: Gegen die Brandung (Blue Juice)
- 1997: Ihre Majestät Mrs. Brown (Mrs Brown)
- 1998: Shakespeare in Love
- 1999: Warriors – Einsatz in Bosnien (Warriors, Fernsehfilm)
- 2000: Wo dein Herz schlägt (Where the Heart Is)
- 2001: Ritter aus Leidenschaft (A Knight’s Tale)
- 2001: Hand in Hand mit dem Tod (Happy Now)
- 2004: Connie und Carla (Connie and Carla)
- 2005: An deiner Schulter (The Upside of Anger)
- 2006: The Detonator – Brennender Stahl (The Detonator)
- 2006: Big Nothing
- 2007: Flawless
- 2007: Run, Fatboy, Run
- 2009: Der Seewolf (Sea Wolf)